# Tlepolemus pilosus
Tlepolemus pilosus är en skalbaggsart som först beskrevs av Carl Peter Thunberg 1787.  Tlepolemus pilosus ingår i släktet Tlepolemus och familjen långhorningar. Inga underarter finns listade i Catalogue of Life.